# Румунија на Светском првенству у атлетици на отвореном 2017.
Румунија је на Светском првенству у атлетици на отвореном 2017. одржаном у Лондону од 4. до 13. августа, учествовала шеснаести пут, односно учествовала је на свим првенствима до данас. Репрезентацију Румуније представљало је 15 такмичара (5 мушкараца и 10 жена) који су такмичили у 11 дисциплина (4 мушке и 7 женских).,
Такмичари Румуније нису освојили ни једну медаљу али су оборена 2 лична рекорда и остварена 2 најбоља лична резултата сезоне.

## Учесници
| Мушкарци: - Маријус Јонеску — Маратон - Нарцис Стефан Михаил — Ходање 50 км - Флорин Алин Стирбу — Ходање 50 км - Андреј Гаг — Бацање кугле - Александру Новак — Бацање копља | Жене: - Бјанка Разор — 400 м - Клаудија Бобоча — 1.500 м - Лилијана Марија Драгомир — Маратон - Клаудија Паула Тодоран — Маратон - Андреа Арсине — Ходање 20 км - Ана Вероника Родеан — Ходање 20 км - Алина Ротару — Скок удаљ - Анђела Морошану — Скок удаљ - Елена Пантуроју — Троскок - Бјанка Перије-Гелбер — Бацање кладива |  |

## Резултати

### Мушкарци
| Атлетичар            | Дисциплина   | Лични рекорд | Квалификације   | Квалификације   | Полуфинале           | Полуфинале   | Финале            | Финале            | Детаљи |
| Атлетичар            | Дисциплина   | Лични рекорд | Резултат        | Место           | Резултат             | Место        | Резултат          | Место             | Детаљи |
| -------------------- | ------------ | ------------ | --------------- | --------------- | -------------------- | ------------ | ----------------- | ----------------- | ------ |
| Маријус Јонеску      | Маратон      | 2:13:00      |                 |                 |                      |              | Није завршио трку | Није завршио трку |        |
| Нарцис Стефан Михаил | 50 км ходање | 4:02:46      | 4:02:27 ЛР      | 31 / 33 (49)    |                      |              |                   |                   |        |
| Флорин Алин Стирбу   | 50 км ходање | 4:03:36      | Дисквалификован | Дисквалификован |                      |              |                   |                   |        |
| Андреј Гаг           | Бацање кугле | 21,06 НР     | 20,61 кв, ЛРС   | 5. у гр А       |                      |              | 19,96             | 12 / 32           |        |
| Александру Новак     | Бацање копља | 82,90 НР     | 74,67           | 14. у гр Б      | Није се квалификовао | 29 / 31 (32) |                   |                   |        |

### Жене
| Атлетичарка              | Дисциплина     | Лични рекорд | Квалификације      | Квалификације      | Полуфинале            | Полуфинале            | Финале                | Финале       | Детаљи |
| Атлетичарка              | Дисциплина     | Лични рекорд | Резултат           | Место              | Резултат              | Место                 | Резултат              | Место        | Детаљи |
| ------------------------ | -------------- | ------------ | ------------------ | ------------------ | --------------------- | --------------------- | --------------------- | ------------ | ------ |
| Бјанка Разор             | 400 м          | 50,37        | 51,64 кв           | 4. у гр. 2         | 52,09                 | 6. у гр. 1            | Није се квалификовала | 18 / 48 (49) |        |
| Клаудија Бобоча          | 1.500 м        | 4:06,33      | 4:11,20            | 10. у гр. 2        | Није се квалификовала | Није се квалификовала | Није се квалификовала | 35 / 43 (44) |        |
| Лилијана Марија Драгомир | Маратон        | 2:45:15      |                    |                    |                       |                       | 2:53:30               | 67 / 78 (92) |        |
| Клаудија Паула Тодоран   | Маратон        | 2:36:44      | Није завршила трку | Није завршила трку |                       |                       |                       |              |        |
| Андреа Арсине            | 20 км ходање   | 1:34:53      | 1:33:46 ЛР         | 31 / 52 (61)       |                       |                       |                       |              |        |
| Ана Вероника Родеан      | 20 км ходање   | 1:34:07      | 1:34:50 ЛРС        | 34 / 52 (61)       |                       |                       |                       |              |        |
| Алина Ротару             | Скок удаљ      | 6,78         | 6,50 кв            | 7. у гр А          |                       |                       | 6,46                  | 12 / 30      |        |
| Анђела Морошану          | Скок удаљ      | 6,66         | 5,92               | 13. у гр. Б        | Није се квалификовала | 27 / 30               |                       |              |        |
| Елена Пантуроју          | Троскок        | 14,33        | 14,02              | 9. у гр. Б         | Нису се квалификовале | 14 / 26               |                       |              |        |
| Бјанка Перије-Гелбер     | Бацање кладива | 73,52        | 65,07              | 12. у гр А         | Нису се квалификовале | 24 / 27 (28)          |                       |              |        |